# Муда
Муда (ісп. Mudá) — муніципалітет в Іспанії, у складі автономної спільноти Кастилія-і-Леон, у провінції Паленсія. Населення — 98 осіб (2010).
Муніципалітет розташований на відстані близько 280 км на північ від Мадрида, 95 км на північ від Паленсії.

## Демографія
Динаміка населення (INE ):